# Karel Strakatý
Karel Strakatý (2. července 1804 Blatná – 26. dubna 1868 Praha) byl český operní pěvec – bas, první interpret národní hymny Kde domov můj.

## Život
Narodil se v rodině hrnčíře. Jeho otec i dědeček byli hudebně založení, oba zpívali ve sboru barona Hildpranta, majitele blatenského panství. Po absolvování gymnázia v Písku a Praze a studiích filozofie se zapsal na pražskou právnickou fakultu. Ačkoliv dobře studoval, hudba ho přitahovala víc. Už během studií soukromě vyučoval a zpíval v kostelích. Jan Nepomuk Štěpánek mu brzy nabídl místo ve Stavovském divadle. Jeho první operní rolí byl Čarostřelec (tehdy se překládal jako Střelec kouzelník) od Webera 22. dubna 1827. Většina představení tehdy byla v němčině, česky se hrálo jen v neděli, a tak Strakatý zpíval v obou jazycích. Kromě divadelního angažmá také pořádal koncerty národních i umělých písní. Byl prvním interpretem, který v Tylově hře Fidlovačka aneb Žádný hněv a žádná rvačka zazpíval Škroupovu píseň Kde domov můj, pozdější národní hymnu.
Strakatý byl velmi oblíbený, jeho koncerty i vystoupení v kostelích přitahovaly široké obecenstvo. Zpopularizoval některé méně známé skladby, jako například Jelenovy písně Ženuška a Bože můj, otče můj, nebo starou husitskou píseň Těšme se blahou nadějí. Za svou činnost byl několikrát oceněn. Roku 1853, k 25. výročí účinkování v divadle, obdržel od pražské městské rady stříbrný pohár. O pět let později byl přijat za pražského měšťana. Stal se čestným členem konzervatoře i spolku Hlahol a starostou sdružení Beseda.
Ve Stavovském divadle účinkoval 30 let. Přitom odmítal nabídky ze zahraničních operních scén, například z Drážďan a Berlína. Celkem odehrál 3230 představení v němčině a 371 v češtině. Se stálým angažmá se rozloučil 4. listopadu 1858 rolí Dona Pedra v Mozartově opeře Don Giovanni. I potom příležitostně vystupoval, například v roce 1864 v Prozatímním divadle. V témže roce podpořil obnovení vlasteneckého satirického časopisu Humoristické listy zaplacením kauce za vydavatele J. R. Vilímka staršího, který byl předtím vězněn z politických důvodů. Zemřel nečekaně na mrtvici[nepřesný odkaz] v roce 1868, krátce před položením základního kamene k Národnímu divadlu. Zanechal po sobě sedm již odrostlých dětí.
Strakatý byl jedním z nejvýznamnějších zpěváků své doby. Proslavil se v době, kdy české divadlo nemělo ještě stálou scénu. Uvádělo se, že pro českou operu znamenal to, co pro činohru Josef Jiří Kolár.